# Scintillateur
Un scintillateur est un matériau qui émet de la lumière à la suite de l'absorption d'un rayonnement ionisant (photon ou particule chargée).
Il existe deux grandes familles de scintillateurs :
1. les scintillateurs organiques : (anthracène, naphtalène, stilbène et terphényle) que l'on retrouve sous forme de monocristaux ou en solution liquide,
2. les scintillateurs inorganiques utilisés sous forme de monocristaux (iodure de sodium, germanate de bismuth), ou bien sous forme de poudres incorporées à un substrat.

Les scintillateurs sont utilisés en général de deux manières :
- sous la forme d'un écran fluorescent, permettant la visualisation à l'œil nu ; de nos jours, cet écran est souvent couplé à une caméra numérique (type CCD) qui permet une acquisition informatique ;
- à l'intérieur d'un détecteur à scintillation, ou compteur à scintillation dans lequel les photons émis par le matériau scintillant sont collectés puis amplifiés par un photomultiplicateur (PM) ou une photodiode, ils sont ensuite comptés, on estime donc ainsi le flux de photons émis dans le volume de scintillateur.

Il existe une relation proche d'une relation linéaire qui lie le nombre de photons produits et l'énergie qui a été déposée et qui est à l'origine de l'émission lumineuse. Cette relation permet de déterminer l'énergie de la particule détectée d'après la quantité de lumière de scintillation produite (nombre de photons).

## Description
Pour le phénomène physique mis en œuvre :
Voir l'article Scintillation pour plus de détails sur le phénomène physique mis en œuvre.
Pour les familles de scintillateurs :
Voir les articles consacrés au scintillateur organique et au scintillateur inorganique pour un aperçu détaillé des différentes familles de scintillateurs et leurs applications.
Pour l'utilisation des matériaux scintillateurs en tant que détecteurs de particules :

## Usage
En médecine nucléaire, des caméras sont utilisées afin de transformer les photons énergétiques en photons visibles, ce qui permet la détection avec des PM et permet ainsi la formation des images ; ce couplage permet de sélectionner précisément quels types de photons seront détectés par le PM (ce seront les photons dont l'énergie correspond précisément à l'énergie de désexcitation des atomes du cristal). Le cristal d'iodure de sodium est souvent utilisé pour faciliter la mesure de rayon gamma.
Les scintillateurs sont utilisés en radiocristallographie, ainsi qu'en fluorescence X (analyse dispersive en longueur d'onde).